# Cawsand Battery

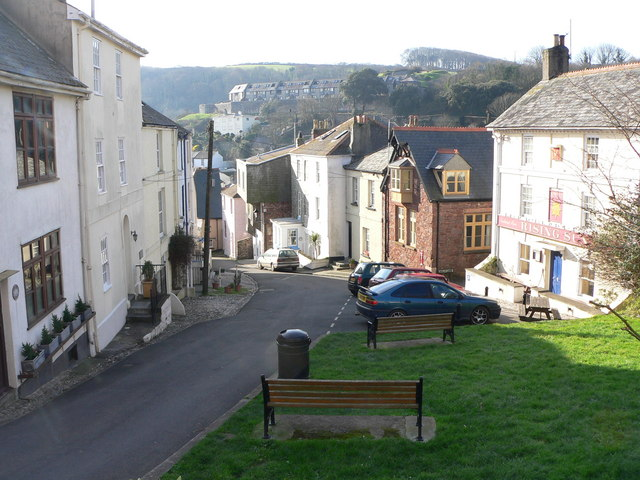
Kingsand mit Cawsand Battery im Hintergrund

Cawsand Battery, auch als Cawsand Bay Battery oder Cawsand Fort bezeichnet, ist eine ehemalige Küstenbefestigung in der Grafschaft Cornwall in Großbritannien. Das als Kulturdenkmal der Kategorie Grade II geschützte ehemalige Fort liegt zwischen den Dörfern Kingsand und Cawsand südwestlich von Plymouth auf der Halbinsel Rame.

## Geschichte
Bereits 1779 wurde zur Abwehr eines Invasionsversuchs durch eine französisch-spanische Flotte eine Geschützstellung am Standort des späteren Forts errichtet. Die heute erhaltene Küstenbefestigung wurde von 1860 bis 1867 errichtet. Die Befestigung war Teil eines Fortgürtels, der ab 1860 auf Grund der Empfehlungen der Royal Commission on the Defence of the United Kingdom um Plymouth und auf der Halbinsel Rame errichtet wurde, um Plymouth und die Marinebasis Devonport vor feindlichen Angriffen zu schützen. Die Cawsand Battery sollte zusammen mit dem nördlichen gelegenen Fort Picklecombe das Eindringen gegnerischer Schiffe in die Cawsand Bay verhindern.
Beim Probeschießen der Geschütze zersprangen angeblich so viele Fensterscheiben in den unter dem Fort gelegenen Dörfern, dass die Geschütze danach nie wieder abgefeuert wurden. Die Geschütze veralteten auch rasch nach Vollendung des Forts, wurden aber dennoch nicht durch modernere ersetzt. 1903 wurden sie schließlich demontiert, danach wurde das Fort noch bis 1926 militärisch genutzt. Anschließend verfiel die Anlage, bis sie ab 1974 in private Wohnungen umgewandelt wurde.
Das ehemalige Fort wird heute privat bewohnt und ist nicht zu besichtigen.

## Anlage
Von der 1779 errichteten Batterie sind nur zwei Granitsteine erhalten, auf denen die Kanonen aufgestellt waren.
Die ab 1860 erbaute Küstenartilleriestellung wurde auf einer etwa 40 m hohen steilen Klippe auf trapezförmigen Grundriss erbaut. Die Anlage war ringsum von einer Mauer umgeben, auf drei Seiten fiel die Klippe steil ab, im Nordwesten stieg das Gelände hinter der Festung weiter steil an. Zu dieser Landseite war ein enger Graben vorgelagert, der mit einer Bastion und zwei Kaponniere für Gewehrfeuer gesichert war. Zwei weitere Kaponniere befanden sich an der der See zugewandten Ostseite und an der Südseite. Auf der Seeseite befand sich eine Kurtine, in der die Hauptbatterie aus neun 64-Pfünder-Vorderladerkanonen aufgestellt war. An der Landseite befand sich ein quergestellter Kavalier, der auch das Hauptpulvermagazin enthielt und auf dessen Dach vier weitere leichtere Geschütze aufgestellt waren. Die Unterkünfte für die 80 Mann starke Besatzung befanden sich auf der Innenseite der Südmauer. 
Bei dem Umbau ab 1974 wurde die Kurtine zu Wohnungen umgebaut, auf den Wällen entstanden neue Häuser.